# Towarzystwo Przyjaciół Opola
Towarzystwa Przyjaciół Opola – organizacja społeczna działająca w Opolu i na Opolszczyźnie. Za cele statutowe przyjęło krzewienie wiedzy o Opolu, aktywowanie w nim życia kulturalnego oraz działania mające uczynić z Opola atrakcyjny ośrodek turystyczny.

## Historia
Towarzystwo powstało w 1963 r., początkowo nosiło nazwę Towarzystwo Miłośników Opola. Na jego czele stanął Stefan Grobelny, znany działacz harcerski mieszkający w Opolu od 1945 r. Po sukcesie pierwszego festiwalu piosenki w Opolu nastąpiła zmiana na stanowisku prezesa, objął je Karol Musioł. W tym samym roku zmieniono nazwę organizacji na Towarzystwa Przyjaciół Opola. Towarzystwo zostało jednym ze współorganizatorów festiwalu piosenki, fundowało również jedną z przyznawanym na nim nagród. Dzięki jego działalności opolski amfiteatr w 1970 r. została zadaszony, a w 1976 r. zainstalowano tam nowy system nagłośnienia. 
Towarzystwo realizowało również inicjatyw na terenie miasta. Przyczyniło się do budowy w 1968 r. hali widowiskowo-sportowej, tzw. „Okrąglaka”, w 1970 r. miało udział w budowie pomnika Nike w Opolu. Dzięki staraniom Towarzystwa w 1975 r. ukazała się pierwsza monografia historyczna Opola (Władysław Dziewulski, Franciszek Hawranek: Opole. Monografia miasta). 
W latach 90. XX w. członkowie Towarzystwa weszli do władz samorządowych Opola, zasiadali w nich do 2002 r. TPO od lat bierze udział w organizacji Dni Opola, jest też inicjatorem wydarzeń kulturalnych i o charakterze happeningu. Towarzystwo prowadzi działalność kulturalno-oświatową m.in. w Klubie TPO „U Papy Musioła” oraz poprzez organizowanie zespołów inicjatyw obywatelskich i klubów zainteresowań związanych z Opolem.

## Prezesi Towarzystwa
- Stefan Grobelny (do 1964),
- Karol Musioł (do 1983),
- Zdzisław Jaeschke
- Leopold Świderski
- Teresa Stępień
- Halina Żyła (do 2024)
- Jan Prokop